# 利維烏·利布雷斯庫
利維烏·利布雷斯庫教授（Dr. Liviu Librescu，1930年8月18日—2007年4月16日），是一名於羅馬尼亞出生的以色列教授，主要研究空氣彈性力學及不規則流體力學，於弗吉尼亚理工学院暨州立大学任教授。
他是第二次世界大戰犹太人大屠杀幸存者，在2007年弗吉尼亚理工大学校园枪击案中，试图阻止凶手以便让其学生逃生时被杀，享壽76岁。

## 生平
利維烏·利布雷斯庫出生于罗马尼亚普拉霍瓦縣城市普洛耶什蒂的一个犹太家庭。在第二次世界大战期间，他與家人一同被关押在今德涅斯特河沿岸共和國地區的苦力集中营，后转移到普洛耶什蒂的猶太人街。他於犹太人大屠杀中幸存下來，并成为罗马尼亚出色的科学家。
他于布加勒斯特理工大學學習航天工程學，1952年毕业，后在同校获硕士学位。其後在1969年於羅馬尼亞科學研究院获流体力学哲學博士学位。
从1953年至1975年起，他在应用力学研究所、流体力学研究所、羅馬尼亞科學研究院流体力学与航天施工研究所做研究员。
在羅馬尼亞社會主義共和國統治之下，他無法移居以色列。直到以色列總理梅納赫姆·貝京向羅馬尼亞總統尼古拉·齊奧塞斯庫直接請求，羅馬尼亞政府終於允許利維烏·利布雷斯庫離開。
1978年，利維烏·利布雷斯庫正式移居以色列。自1979年到1986年，他在特拉維夫大學任航空和機械工程教授。
自1985年以來，他亦成為了美國弗吉尼亚理工学院暨州立大学教授。利維烏·利布雷斯庫在弗吉尼亚理工学院暨州立大学工作期間接受許多榮譽學位，為幾個國際會議擔當演講者。他並被烏克蘭造船科學院和亞美尼亞工程學院選舉為外國成員。在大學中，他擔當七份學報編輯委員會成員，及為其它五份學報作編撰者。根據他的妻子表示，其他的弗吉尼亚理工学院暨州立大学教授，發表的論文都比不上利維烏·利布雷斯庫。

## 逝世
2007年4月16日，利維烏·利布雷斯庫在教授当中，一名南韓裔英语系學生趙承熙持槍闖入大學，当他企图闯入教室的时候，利維烏·利布雷斯庫教授用身体顶住教室的门，結果他被凶手射穿门的子弹击中身亡，但却给同学们跳窗逃跑赢得了宝贵的时间。他的一名学生称他为英雄。其中一名同学 Asael Arad 指出，这个班的所有学生都多亏了利布雷斯庫老教授而得以生存。利布雷斯庫的儿子喬·利布雷斯庫说他收到了好几封他爸爸救的学生發来的电子邮件，学生们称赞他的父亲是一个英雄，把一生献给了科学事业、教育事业和他的学生们。而在韓國的《東亞日報》亦用上了「殺身成仁」來讚揚利布雷斯庫教授的義舉。
利布雷斯庫教授的不幸遇难，正值以色列的犹太人大屠杀纪念日，其家人愿望将遗体运归故乡以色列妥为安葬。

## 科学论著
利布雷斯庫教授的科学论著（恕列表未能详尽）
- Librescu, Liviu; Ohseop Song. . Dordrecht, The Netherlands: Springer. 2006. ISBN 9781402034572. OCLC 62363828.
- Cederbaum, G.; Elishakoff, I., Aboudi, J. and Librescu, L. . Lancaster-Basel: Technomic Publishing Co. 1992.
- Librescu, Liviu. . Leyden: Noordhoff International. 1976. ISBN 9789028600355. OCLC 2092328.
- Librescu, Liviu. . Bucharest: Editura Academiei Republicii Socialiste România. 1969. OCLC 17866878 （罗马尼亚语）. （罗马尼亚文）